# ニコ・メラメド
ニコラス・"ニコ"・メラメド・リバウド（Nicolás "Nico" Melamed Ribaudo、2001年4月1日 - ）は、スペイン・カステイダフェルス出身のサッカー選手。UDアルメリア所属。ポジションはミッドフィールダー。

## クラブ経歴
2013年、FPアトレティック・ビラフランサとUEコルネジャを経て、RCDエスパニョールのカンテラに加入した.。
2018-19シーズンにエスパニョールのBチームに昇格すると、2019年8月15日、UEFAヨーロッパリーグのFCルツェルン戦でトップチームデビューを飾った。これにより、メラメドはエスパニョールにおいて、21世紀生まれとしてトップチームに出場した史上初めての選手となった。
2024年7月3日、UDアルメリアに6年契約で移籍した。

## 人物
スペイン人の父とアルゼンチン人の母を親に持つ。父方の祖父であるフェリペ・リバウド (1940-1998)は、かつてアルゼンチンのエストゥディアンテスでプレーしたサッカー選手である。